# Charles Dédéyan
Charles Dédéyan (* 4. April 1910 in Izmir; † 21. Juni 2003 in Paris) war ein französischer Romanist, Komparatist und Literaturwissenschaftler armenischer Abstammung.

## Leben und Werk
Dédéyan habilitierte sich an der Sorbonne mit den Thèses Montaigne dans le Romantisme anglo-saxon et ses prolongements victoriens, esquisse d'une histoire de sa fortune de 1760 à 1900 (erschienen u. d. T.), Montaigne chez ses amis anglo-saxons. Montaigne dans le romantisme anglais et ses prolongements victoriens (2 Bde., Paris 1946) sowie Essai sur le "Journal de voyage" de Montaigne (Paris 1946). Ab 1942 war er Maître de conférences an der Universität Rennes, von 1945 bis 1949 Professor an der Universität Lyon. Ab 1949 hatte er an der Sorbonne den Lehrstuhl für Vergleichende Literaturwissenschaft (Littératures modernes comparées) inne.

Dédéyan gewann zahlreiche Preise. Seine mehrfache Kandidatur für die Académie française führte nicht zum Erfolg. Dédéyan war Offizier der Ehrenlegion.
Sein Sohn ist Gérard Dédéyan, Spezialist für mittelalterliche Geschichte.

## Schriften (Auswahl)
als Autor
- Le Thème de Faust dans la littérature européenne. Paris 1954/67 (6 Bände)
- Madame de Lafayette. EES, Paris 1965 (EA Paris 1955)
- Stendhal et les „Chroniques italiennes“ (= Études de littéraire étrangère et comparée; 32). Didier, Paris 1956.
- Gérard de Nerval et l'Allemagne. Paris 1957/59 (3 Bände)
- Dante en Angleterre. Didier  Paris 1961/66 (2 Bände)
- Rilke et la France. SEDES, Paris 1961/63 (2 Bände)
- Stendhal chroniqueur (= Ètudes de littéraire étrangÈre et comparée; 44a). Didier, Paris 1962.
- L’Italie dans l’œuvre romanesque de Stendhal. SEDES, Paris 1963 (2 Bände)
- Victor Hugo et l'Allemagne. SEDES, Paris 1964/65 (2 Bände)
- Le cosmopolitisme littéraire de Charles Du Bos. SEDES, Paris 1965/71 (6 Bände)
- Racine et sa „Phèdre“. SEDES Paris 1978 (EA Paris 1965)
- Lesage et „Gil Blas“. Paris 1965, 2002
- Jean-Jacques Rousseau et la sensibilité littéraire à la fin du XVIIIe siècle. SEDES, Paris 1966.
- Le nouveau mal du siècle de Baudelaire à nos jours. Paris 1968/72 (2 Bände)
- Une guerre dans le mal des hommes. Paris 1971.
- Chateaubriand et Rousseau. Paris 1973.
- Le cosmopolitisme européen sous la Révolution et l'Empire. Paris 1976 (2 Bände)
- Lamartine et la Toscane. Genf 1981.
- Le Drame romantique en Europe. France, Angleterre, Allemagne, Italie, Espagne, Russie. Paris 1982.
- Dante dans le romantisme anglais. SEDES, Paris 1983.
- Le Roman comique de Scarron. SEDES, Paris 1983 (EA Paris 1954)
- Le Critique en voyage ou Esquisse d'une histoire littéraire comparée. Didier, Paris 1998 (EA Paris 1985) 
  - Italienisch: Il critico in viaggio. Linee di storia letteraria comparata. Cesena 2000.
- Diderot et la pensée anglaise. Florenz 1987.
- Montesquieu ou l'alibi. SEDES, Paris 1988.
- Le Retour de Salente ou Voltaire et l'Angleterre. Nizet, Paris 1988.
- „La nouvelle Héloïse“ de Jean-Jacques Rousseau. Etude d'ensemble. SEDES, Paris 1990.
- Montesquieu ou Les lumières d'Albion. Nizet, Paris 1990.
- „Télémaque“ ou La liberté de l'esprit. Nizet, Paris 1991.
- „Polyeucte“ ou Le coeur et la grâce. Paris 1992.
- Lorelei ou L'enchanteur enchanté. Chateaubriand et le monde germanique. Paris 1993.
- Stendhal captivé et captif ou Le mythe de la prison. Nizet, Paris 1998.
- Le chevalier berger ou De „l’Amadis“ à „l’Astrée“. Fortune, critique et création. P.U.F., Paris 2002.

als Herausgeber
- Jean Mairet: La Sophonisbe. Nizet, Paris 1969 (EA Paris 1945)
- Michel de Montaigne: Journal de voyage en Italie par la Suisse et l'Allemagne en 1580 et 1581. Société des Belles Lettres, Paris 1946.
- Jean-Jacque Rousseau: „La Nouvelle Héloïse“ ou l'éternel retour. Nizet, Saint Genouph 2002.